# Пьендамо
Пьендамо (исп. Piendamó) — город и муниципалитет на юго-западе Колумбии, на территории департамента Каука. Входит в состав Центральной провинции.

## История
Поселение, из которого позднее вырос город, было основано 2 апреля 1525 года Педро Антонио Сандовалем. Муниципалитет Пьендамо был выделен в отдельную административную единицу в 1934 году.

## Географическое положение

Муниципалитет Пьендамо

Город расположен на севере центральной части департамента, в горной местности Центральной Кордильеры, на расстоянии приблизительно 16 километров к северо-востоку от города Попаян, административного центра департамента. Абсолютная высота — 1868 метров над уровнем моря.
Муниципалитет Пьендамо граничит на северо-востоке с территорией муниципалитета Кальдоно, на востоке — с муниципалитетом Сильвия, на юго-западе — с муниципалитетом Кахибио, на северо-западе — с муниципалитетом Моралес. Площадь муниципалитета составляет 197 км².

## Население
По данным Национального административного департамента статистики Колумбии, совокупная численность населения города и муниципалитета в 2015 году составляла 42 886 человек.
Динамика численности населения муниципалитета по годам:
| 2005   | 2006   | 2007   | 2008   | 2009   | 2010   | 2011   | 2012   | 2013   | 2014   | 2015   |
| ------ | ------ | ------ | ------ | ------ | ------ | ------ | ------ | ------ | ------ | ------ |
| 35 804 | 36 454 | 37 080 | 37 728 | 38 394 | 39 088 | 39 816 | 40 558 | 41 321 | 42 102 | 42 886 |

Согласно данным переписи 2005 года мужчины составляли 50,5 % от населения Пьендамоа, женщины — соответственно 49,5 %. В расовом отношении белые и метисы составляли 83,7 % от населения города; индейцы — 14,2 %; негры, мулаты и райсальцы — 2,1 %.
Уровень грамотности среди всего населения составлял 87,3 %.

## Экономика
Основу экономики Пьендамо составляют сельское хозяйство и лесозаготовка.
67,4 % от общего числа городских и муниципальных предприятий составляют предприятия торговой сферы, 21,9 % — предприятия сферы обслуживания, 10,4 % — промышленные предприятия, 0,3 % — предприятия иных отраслей экономики.

## Транспорт
Через город проходит национальное шоссе № 25 (исп. Ruta Nacional 25).